# Reichsbahnausbesserungswerk Zwickau
Das Reichsbahnausbesserungswerk Zwickau war ein Dampflok-Ausbesserungswerk in der Stadt Zwickau an der Bahnstrecke Dresden–Werdau. 1950 wurde es in Reichsbahn-Ausbesserungswerk 7. Oktober Zwickau umbenannt, um an die Gründung der Deutschen Demokratischen Republik am 7. Oktober 1949 zu erinnern.

## Geschichte
Die Ausbesserungswerkstatt Zwickau wurde im Jahr 1894 von den Königlich Sächsischen Staatseisenbahnen geplant. Am 22. August 1903 begann der Bau im Stadtteil Marienthal, wodurch der Industriestadt Zwickau ein neuer Industriestandort zuteilwurde. Nach fünf Jahren Bauzeit kann im Jahre 1908 das Ausbesserungswerk in Betrieb genommen werden. Über 2.000 Arbeiter waren hier beschäftigt, deren Aufgaben die Wartung und Reparatur von Personen- und Güterwagen sind.

### Nationalsozialismus
Einen weiteren Ausbau erfuhr das Werk durch den Aufschwung in den 1930er Jahren, als Folge der Übernahme durch die Deutsche Reichsbahn.
Zu Zeiten des Zweiten Weltkrieges waren hier ca. 550 Kriegsgefangene beschäftigt. Unter anderem lag das RAW unmittelbar neben dem Güterbahnhof Zwickau. Durch Luftangriffe im Zweiten Weltkrieg erlitt das RAW große Schäden. Der erste Bombenangriff erfolgte am 13. Mai 1944. Ein noch schwerwiegenderer zweiter Bombenangriff sorgte am 7. Oktober 1944 für große Zerstörung des Werkes und den Tod mehrerer Mitarbeiter und Kriegsgefangener. Unter anderem fielen den Bombenangriffen ein Dutzend Gebäude zum Opfer.

### SBZ und DDR
1950 wurde das komplette Reichsbahnausbesserungswerk Zwickau durch die neue Wirtschaftsführung der DDR in Volkseigentum überführt und als Volkseigener Betrieb in den „VEB Reichsbahnausbesserungswerk ‚7. Oktober‘ Zwickau“ umgewandelt, als Erinnerung an den Gründungstag der DDR am 7. Oktober 1949. Nach dem Zweiten Weltkrieg war das RAW Zwickau das führende Ausbesserungswerk für die Baureihe 58, die mit über 500 Lokomotiven die drittstärkste Baureihe der Deutschen Reichsbahn (DR) darstellte. Ansonsten wurden auch die Baureihen 86 und 39 in Zwickau unterhalten. Nach dem Zweiten Weltkrieg waren viele Loks in einem sehr schlechten Zustand. Am 13. Oktober 1954 konnte mit der Kohlenstaublok 58 2019 die 5.000. ausgebesserte Lokomotive seit 1945 gefeiert werden.
Das RAW Zwickau war auch für die Rekonstruktion der Baureihe 58 zuständig. Zwischen 1958 und 1962 wurden hier sämtliche 56 Exemplare der Baureihe 58.30 dem Betrieb übergeben. Auch die Ausbesserung fand wie bei der Original-G12 bis 1968 in Zwickau statt. Geplant war eigentlich die Rekonstruktion von über 200 preußischen G12, was jedoch durch Mangel an Kesselblech nicht durchgeführt werden konnte. Auch der neue Kesseltyp 58E wurde hier entwickelt. Im Jahr 1963 wurde mit einem Lokzug aus vier G12 die 10.000. ausgebesserte Lok seit 1945 gefeiert. Bis zum Jahreswechsel 1968/69 wurden nochmals knapp 3.000 Maschinen ausgebessert. Die durchschnittliche Leistung lag bei etwa 50 Maschinen pro Monat. Infolge der Modernisierung des Güterverkehrs bei der DR durch Umstellung auf Containerabfertigung wurde 1967 das RAW Zwickau ausgewählt, die neuen 10 und 20 Fuß Container für die Bahngesellschaft der DDR zu bauen. Ende 1968 wurde aufgrund des fortschreitenden Strukturwandels auf Diesellokomotiven die Ausbesserung und Unterhaltung von Dampflokomotiven im RAW Zwickau eingestellt. Ende der 60er Jahre hatte das Ausbesserungswerk rund 3.300 Angestellte.
Die letzte ausgebesserte Lok des RAW Zwickau war am 13. Dezember 1968 die Rekolok 58 3031, mit der die Unterhaltung und Ausbesserung von Dampflokomotiven offiziell beendet wurde. Zuvor war der Schornstein am Anheizschuppen gesprengt worden, der die Umstellung auf die Herstellung von Güterwagen und Containern einleiten sollte. Jährlich sollten rund 3.000 Zehn- oder Zwanzig-Tonnen-Container hergestellt werden. Die ersten Container wurden in Form eines Güterzuges am 13. Dezember 1968 gefeiert, als die Lok 58 3031 mit ihnen das RAW verließ.

### Bundesrepublik
Die Containerproduktion wurde 1992 eingestellt. Im Jahr 2004 erfolgte die endgültige Schließung des Werkes, nachdem das Vorhaben der Deutschen Bahn, das Werk als Güterwagenwerkstatt zu erhalten, gescheitert war.
2013 wurde das Vorhaben bekannt, dass die Freistaaten Sachsen und Thüringen eine Justizvollzugsanstalt auf dem Gelände planen. 2016 wurde mit den Abrissarbeiten begonnen. Lediglich der denkmalgeschützte Wasserturm blieb zerlegt erhalten. Im Oktober 2022 fand das Richtfest für die Haftanstalt mit 450 Haftplätzen statt.